# Jüdischer Friedhof (Dargun)

Jüdischer Friedhof im Burgwall Dargun 1880 – links oben – Signatur L

Der Jüdische Friedhof Dargun ist ein jüdischer Friedhof bei der Stadt Dargun im Landkreis Mecklenburgische Seenplatte in Mecklenburg-Vorpommern. Er gilt als Kulturdenkmal.

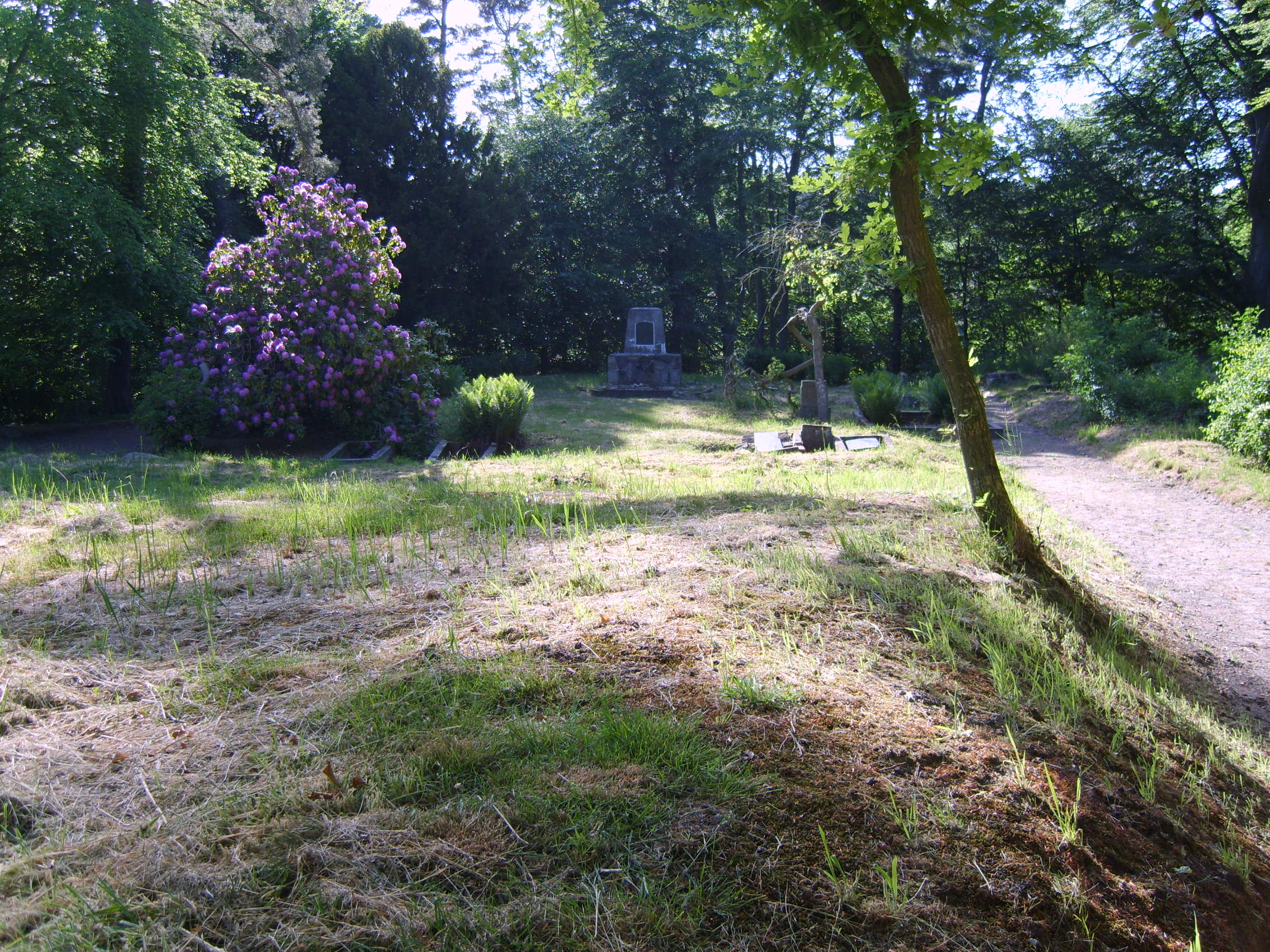
Jüdischer Friedhof in wendischer Burg Dargun

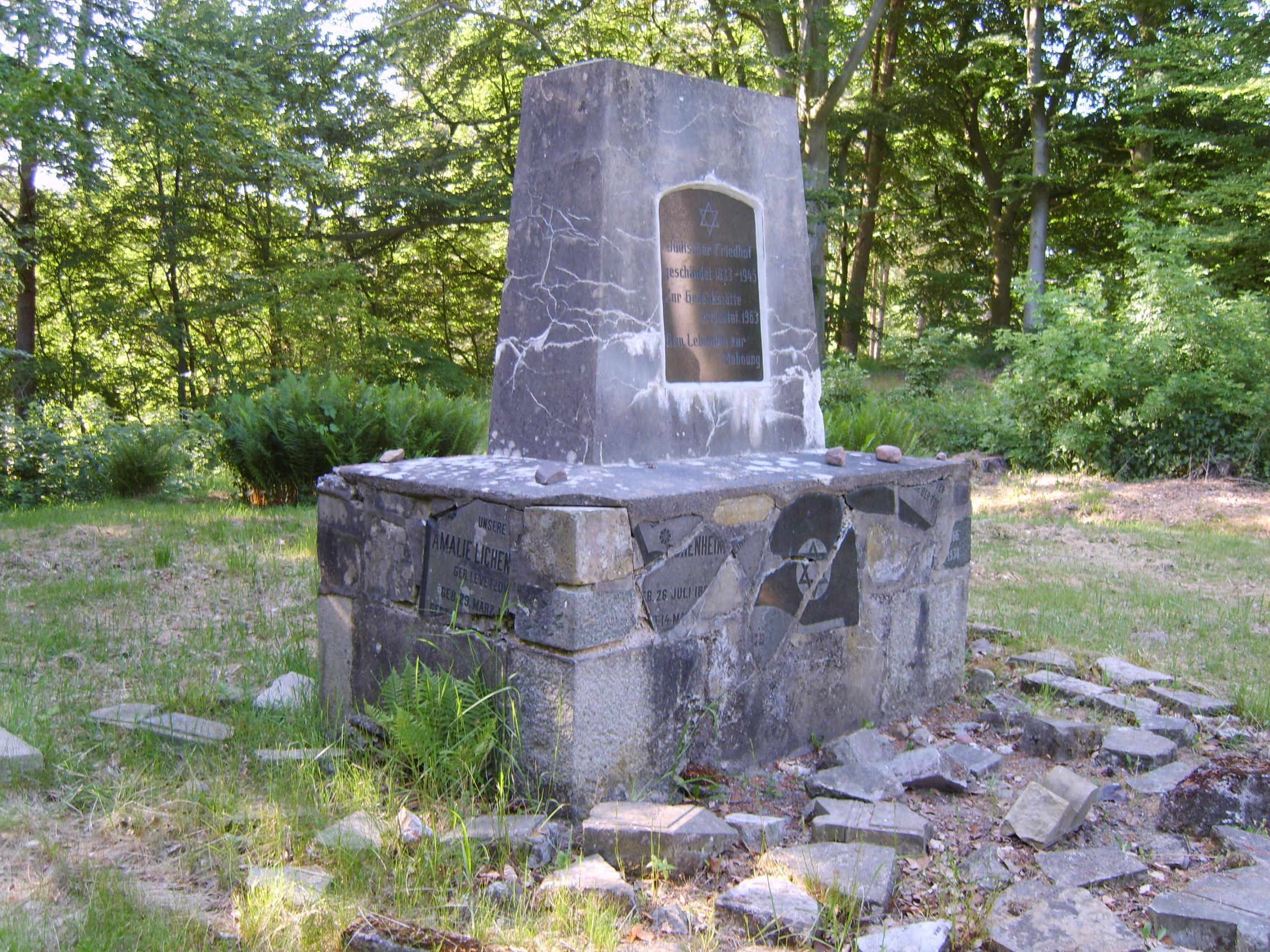
Gedenkstein des Jüdischen Friedhofs Dargun, im Sockel – zerschlagene Grabsteine

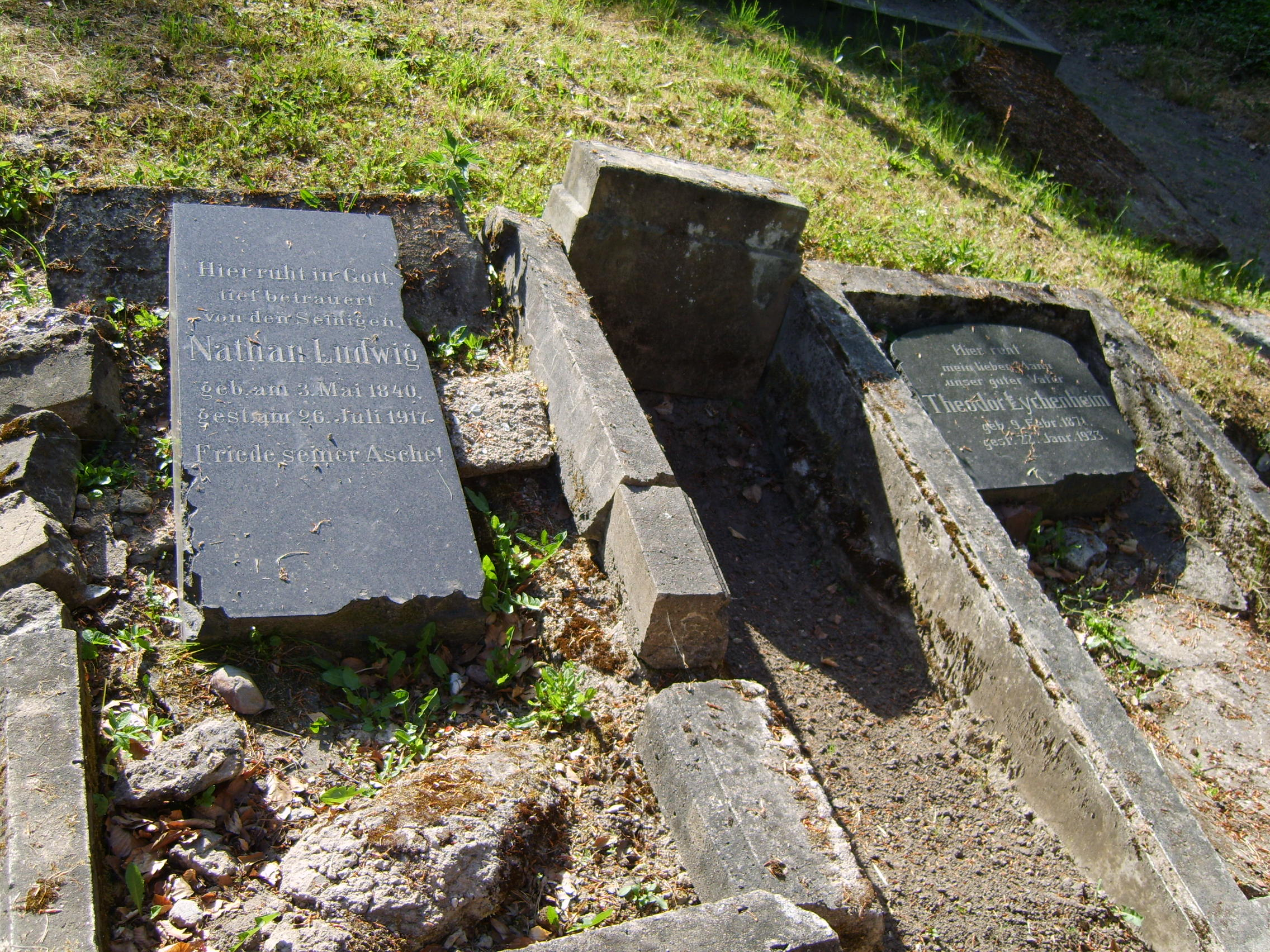
Grabsteine und Einfassungen – Jüdischer Friedhof Dargun

## Beschreibung
Jüdische Friedhöfe wurden in den amtlichen Karten als Begräbnisplatz bezeichnet und mit einem L statt einem † signiert. Meistens wurden sie weiter außerhalb der Städte oder Gemeinden angelegt, überwiegend an den Scheunenvierteln oder ähnlichen abgelegenen Orten. Hier in Dargun wurde der Platz ca. 2,5 Kilometer südwestlich der Stadt inmitten eines Laubwaldes angelegt. Er liegt auf einem Hügel, der sich zentral inmitten einer wendischen Burgwallanlage erhebt.
Der Friedhof ist 900 m² groß. Es sind nur noch drei unbeschädigte Steine vorhanden, die anderen wurden nach 1938 zerschlagen. Zerschlagene Steine und Grabeinfassungen sind noch zahlreich präsent.

## Geschichte
Der Friedhof entstand im Innern einer alten wendischen Burganlage im 18. Jahrhundert und umfasst etwa 9 ar. Er ist in der Schmettauschen Karte erfasst, besteht also bereits vor 1780. Die jüdische Gemeinde wurde in den 1920er Jahren aufgelöst. In dieser Zeit fand auch die letzte Beisetzung statt. In der Zeit des Nationalsozialismus wurde der Friedhof weitgehend zerstört. Erst 1963 wurde der Friedhof – soweit noch möglich – instand gesetzt und eine Gedenkstätte angelegt. Der Gedenkstein erhebt sich auf einem Sockel aus Bruchstücken zerstörter Grabsteine. Auf dem Friedhof sind noch Grabumrandungen und Sockel von etwa zehn Grabsteinen erhalten sowie zwei Grabsteine von 1917.